# Can Serres (Sant Hilari Sacalm)
Can Serres és una casa eclèctica de Sant Hilari Sacalm (Selva) inclosa a l'Inventari del Patrimoni Arquitectònic de Catalunya.

## Descripció
Edifici entre mitgeres, situat al nucli urbà de Sant Hilari Sacalm.
L'edifici, de planta baixa, dos pisos i golfes, està cobert per una teulada a doble vessant amb el ràfec triple amb decoracions en forma de relleus amb motius vegetals.
A la façana principal, que dona al carrer Vernis, a la planta baixa hi ha la porta d'entrada en arc rebaixat, sobre el qual hi ha el nom i les dates següents "JUAN SERRAS 1885-1955". Al costat, flanquejant la porta d'entrada, dues finestres en arc de llinda. Les finestres estan protegides per una reixa, i destacades en els muntants i la llinda. Els murs de la planta baixa presenten el següent tractament: Un sòcol arriba a l'altura de l'inici de les finestres, i un encoixinat embelleix la planta baixa.
Al primer i segon pis, hi ha tres balcons, amb barana de ferro forjat i llosana de pedra, als que s'hi accedeix per obertures en arc de llinda o arc pla. Les llosanes estan sostingudes per mènsules, i les baranes de ferro forjat, tenen volutes i elements en espiral. Els murs del primer i el segon pis, estan decorats amb esgrafiats amb motius vegetals.
A les golfes, hi ha tres obertures petites quadrangulars, obertes en el mateix eix que les altres obertures dels pisos i la planta baixa. Un esgrafiat amb motius també vegetals, decora la façana.
La façana posterior, destaca pel fet que a la planta baixa, als dos pisos, i també les golfes però de menor altura, hi ha una galeria de cinc arcs de mig punt, sostingudes per columnes clàssiques. Una escala doble amb balaustrada dona accés a l'obertura central de la galeria de la planta baixa.
A la part posterior de la casa hi ha un jardí.

## Història
Les dates inscrites sobre la porta semblen fer referència als anys que Juan Serras va viure a la casa.
La casa fou construïda pels propietaris del Mas Serres per tal que els seus dotze fills no s'haguessin de desplaçar des del mas fins al poble per anar a escola.
A l'interior hi ha una llinda amb la data 1786 que podria provenir del Mas Serres.